# Bernard Henninger
Bernard Henninger (Châlons-en-Champagne, 15 de febrero de 1960) es un escritor francés adscrito a los géneros de la ciencia ficción y fantasía; además, se tituló de ingeniería en informática en 1984 y realizó estudios de cine en 1987 en la escuela Louis Lumière. Actualmente se desempeña como camarógrafo de la televisión pública francesa.
Fue acreedor del Prix de la Mandragore en 2003 por Cavalier seul y del Prix de la SPEPA por Le censeur (2006) entregado por la Société des Poètes et Ecrivains des Pays de l'Ain.

## Obras

### Novela
- Le Souffle du Rêve (éd. Naturellement, 2000, reeditado en 2009).
- La dernière volonté de Heike (éd. Le Manuscrit, 2003).
- Le censeur (2006).
- Ombres du fleuve.

### Cuento
- Impulsion (2011).
- Thalie des morts (2010).